# Нейланд, Николай Васильевич
Нейланд, Николай Васильевич (латыш. Nikolajs Neilands; 23 декабря 1930 года, Рига, Первая Латвийская Республика — 21 октября 2003 года, Рига, Латвия) — советский и латвийский дипломат, политик и журналист, народный депутат СССР (1989).

## Биография
Николай Васильевич Нейланд родился 23 декабря 1930 года в Риге в простой православной латышско-немецкой семье. Его отец был мастером на фабрике «Текстилиана», мать — швеёй. Вместе с семьей Николай пережил в Риге немецкую оккупацию, был свидетелем Холокоста в Латвии.
Закончил Рижскую среднюю школу № 22, затем юридический факультет Латвийского государственного университета. Работал по распределению следователем в прокуратуре в Лиепае и Риге.
После окончания Дипломатической академии Министерства иностранных дел СССР получил специализацию по Швеции, в совершенстве владел шведским языком, английским, русским языками, читал по-немецки. По окончании академии был направлен в Ригу, на Латвийское радио, где возглавил Редакцию вещания на зарубежные страны и начал вести программы на шведском языке. Среди 12 станций, вещавших на шведском языке, латвийское иновещание занимало второе, иногда третье место. Нейланд в 1968 году стал инициатором проведения опросов слушателей о лучшей латвийской песне года «Микрофон», которые стали очень популярными и собирали многотысячные аудитории на завершающих концертах.
В 1969 году Нейланд был назначен заместителем председателя Государственного комитета по радиовещанию и телевидению Латвийской ССР. С 1970 по 1972 год был председателем комитета.
Был командирован в Швецию как глава отделения советского информационного агентства АПН. Проработал в Швеции 8 лет и проявил себя как яркий полемист, способный участвовать в дебатах в прямом эфире по телевидению. Дружил с премьер-министром Швеции Улофом Пальме. Способствовал тому, чтобы США обратили внимание на поиск нацистских военных преступников-латышей.
С 1980 по 1990 год Нейланд являлся заместителем министра иностранных дел Латвийской ССР. Инициировал издание документов внешней политики Латвии, среди которых впервые был опубликован текст ноты Советского Союза правительству К.Улманиса от 16 июня 1940 года, положившей начало процессу присоединения Латвии к СССР. На встрече секретаря ЦК КПСС В.Медведева с идеологическим активом Латвийской ССР 12 ноября 1988 года заявил о необходимости оценки этой ноты со стороны Москвы, обозначив тем самым, что осуждает раздел сфер влияния Германии и СССР по пакту Молотова — Риббентропа.
Был политическим обозревателем международной программы латвийского телевидения «Globuss».
В 1989 году был избран народным депутатом СССР по 292-му Рижскому Дарзциемскому национально-территориальному округу, соперничая как кандидат от Народного фронта Латвии с представителем Интерфронта в Московском районе, где позиции Интерфронта были наиболее сильны. Получил на выборах 70,42 % голосов. Работал в Межрегиональной депутатской группе — первой в истории СССР легальной парламентской оппозиции.
Был членом КПСС, но в 1990 году в ходе раскола Компартии Латвии примкнул к Латвийской независимой коммунистической партии, которая впоследствии была преобразована в Латвийскую социал-демократическую партию. Вышел из неё в знак протеста по поводу антисемитских высказываний председателя партии Юриса Боярса.
После возвращения в Латвию Нейланд был отстранен от участия в дипломатической работе, несмотря на свой беспрецедентный опыт в этой сфере. Он сам утверждал, что не видит смысла участвовать в политике, «прежде всего потому, что здесь нет никакой серьёзной политики, которая здесь неинтересна, примитивна». Он считал политику профессиональной деятельностью, а не просто занятием для дилетантов.
Первый руководитель правительства ЛР Ивар Годманис предлагал Николаю Нейланду стать послом в РФ, однако он отказался от этой должности в пользу Яниса Петерса.
С момента основания в 1994 году и до своей смерти Нейланд был членом Партии народного согласия. Он также явился одним из основателей и руководителей общественной организации «Балтийский Форум».
Николай Нейланд скончался от рака 21 октября 2003 года в рижской больнице Гайльэзерс. Его последняя статья называлась «Принципы и интересы. В поисках гармонии» и отражала кредо Нейланда как политика, выступавшего против конфронтации с Россией, разделения жителей Латвии на граждан и неграждан и интеграции республики в НАТО.

## Борьба за признание независимости Латвии[3]
Выступая за восстановление независимости Латвии, Нейланд, как и другие народные депутаты СССР от НФЛ, считал, что этого надо добиваться демократическим, ненасильственным путём. «Мы уверены, что признание государственности Латвийской Республики зависит от отношений с Москвой», — подчеркивали они. Решение о том, быть или не быть Латвии независимой, могло состояться только на основе признания преступного характера Пакта Молотова — Риббентропа и соответствующей резолюции Съезда народных депутатов СССР, который бы объявил его утратившим силу, открыв тем самым юридически корректный путь к восстановлению государственности республики.
Эта задача не была простой, так как наряду с Межрегиональной депутатской группой, поддерживавшей устремления балтийских стран, в парламенте СССР работала депутатская группа «Союз», требовавшая от президента Горбачёва отменить принятые верховными советами балтийских республик декларации о восстановлении государственной независимости, в том числе латвийскую. В газете ЦК КПСС «Правда» 22 февраля 1990 года было опубликовано письмо с 79 подписями, озаглавленное «Мы боремся в Латвии за советскую власть» с интерпретацией событий 1940 года, на которое Николай Нейланд ответил статьёй «Правду, всю правду и только правду», которую центральная газета не опубликовала, но напечатала местная молодёжная газета на латышском языке «Латвияс Яунатне». В этой статье Нейланд по пунктам опроверг тезисы публикации в «Правде».
Съезд народных депутатов создал комиссию по оценке политических и правовых последствий Пакта, в которую от Латвии вошли Н.Нейланд, И.Кезберс и М.Вульфсон. Признание этой работы получил от Латвии только Вульфсон, которому в 2000 году был вручён Орден Трёх звёзд.
По резолюции касательно секретных протоколов к Пакту Съезд народных депутатов голосовал дважды. На первом голосовании для принятия документа не хватило 70 голосов. Противники резолюции требовали предъявить оригиналы протоколов. Накануне второго голосования к секретарю ЦК КПСС Александру Яковлеву явился заместитель министра иностранных дел СССР Анатолий Ковалёв с сообщением, что обнаружил подтверждение существования протоколов в переписке своего ведомства. Это позволило Яковлеву добиться утверждения резолюции, когда количество поданных за неё голосов увеличилось сразу более чем на 400.
Народный депутат от Латвии, заместитель председателя Совета национальностей Валентина Клибик в 1991 году добилась включения вопроса о признании независимости балтийских республик в повестку V съезда народных депутатов, однако дважды съезд проголосовал против. Делегаты от балтийских стран участвовали в выборах Государственного совета СССР, который 6 сентября 1991 года признал независимость Латвии, Литвы и Эстонии.

## Семья
Брат — Александр Нейланд, тренер, муж Ларисы Савченко-Нейланд.
Супруга — Байба Нейланде.
Дочери Сандра и Сигне.